# Yuri Berchiche
Yuri Berchiche Izeta, né le 10 février 1990 à Zarautz (Espagne), est un footballeur espagnol qui évolue au poste d'arrière gauche à l'Athletic Club.

## Biographie
Né à Zarautz au Pays basque, d'un père algérien et d'une mère espagnole, Berchiche entre à la cantera de la Real Sociedad où il fait ses premières armes dans le milieu du football avant de partir pour le club rival de l'Athletic Bilbao à l'âge de 16 ans.

### Carrière en club

#### Tottenham Hotspurs (2007-2010)
En juin 2007, un an seulement après son arrivée dans le club basque, il part pour Londres ou il entre à l'académie de Tottenham.
Malgré des premiers mois prometteurs au sein des équipes de jeunes des Spurs où il brille notamment dans une compétition U18 en Belgique (compétition dont il est élu meilleur joueur du tournoi), les dirigeants du club décident en mars 2009, de prêter l'Espagnol à un club de troisième division anglaise, Cheltenham Town avec qui il fait ses débuts deux jours plus tard face à Walsall (1-1). Mais en avril 2009, à la suite d'un tacle violent qui aurait pu compromettre la carrière d'un joueur de Scunthorpe United Henri Lansbury (prêté par Arsenal), il est exclu de l'équipe par l'entraineur de Cheltenham, Martin Allen.

#### Real Valladolid (2009-2010)
C'est ainsi qu'après sept matches seulement en Angleterre, il retourne en Espagne et atterrit en prêt au Real Valladolid en juillet 2009. Durant la saison 2009-2010, il joue en équipe B, ne disputant qu'une seule rencontre avec l'équipe première (0-0 face à Alméria qui évolue cette saison-là en première division (18e et reléguée en fin de saison).

#### Real Unión (2010-2012)
À l'été 2010 et sans avoir eu la possibilité de jouer avec Tottenham, il est vendu à l'âge de 20 ans au club troisième division espagnole de Real Unión qui évolue à Irun au Pays basque à quelques hectomètres de la frontière française. En deux saisons chez les Basques, Berchiche dispute 45 matches (pour un but).

#### Real Sociedad (2012-2017)
Le 29 juin 2012, il est de retour dans son club formateur, signant un contrat avec la Real Sociedad qui décide dans la foulée de le prêter au club voisin d'Eibar, qui évolue au troisième échelon du football espagnol. Disputant 67 matches en deux saisons sous le maillot rouge et bleu d'Eibar (inscrivant au passage 7 buts), il participe grandement au deux montées successives connues par le club basque qui rejoint pour la première fois de son histoire la première division à l'été 2014 après sa première place en Segunda Division. Designé dans l'équipe-type de la saison 2012-2013 en Liga Adelante, et après deux années de prêt, Berchiche retrouve naturellement la Real Sociedad à l'été 2014. Dès lors, il s'impose sur le côté gauche de la défense basque, où en trois saisons, il joue 88 rencontres (pour 3 buts).

#### Paris Saint-Germain (2017-2018)
Recruté la même année que Neymar et Kylian Mbappé, Berchiche signe un contrat de quatre ans avec le PSG le 7 juillet 2017. Son transfert évalué à 16 millions d'euros le lie au Paris Saint-Germain jusqu'en 2021. Il joue son premier match officiel le 25 aout 2017 en remplaçant Layvin Kurzawa en fin de match, lors de la quatrième journée de championnat contre l'AS Saint-Étienne. En concurrence avec Layvin Kurzawa, Unai Emery le titularise pour la première fois lors d'une victoire 1-5 face au FC Metz le 8 septembre 2017 en championnat.
Le 20 décembre 2017 il inscrit son premier but sous les couleurs parisiennes lors de la 19e journée de Ligue 1 au Parc des Princes, contre Caen. Sous la tunique parisienne, il fait également ses débuts en Ligue des champions, face au Real Madrid.
Dans un entretien accordé au Journal du dimanche le dimanche 15 avril 2018, Yuri Berchiche pointe le niveau de la Ligue 1 qui ne permettrait pas, selon lui, au PSG d'être au rendez-vous en Coupe d'Europe. Au cours de son unique saison parisienne, il remporte le championnat et toutes les coupes nationales.

#### Athletic Bilbao (depuis 2018)
Le 2 juillet 2018, après avoir disputé 44 rencontres avec le Paris Saint Germain (2 buts), Berchiche signe un contrat de quatre ans avec l'Athletic Bilbao, contre 24 millions d'euros.

### Carrière en sélection
En 2006, Berchiche dispute six rencontre avec l'équipe d'Espagne -17 ans.
Depuis 2014, il évolue régulièrement au sein de la Sélection du Pays basque aux côtés de joueurs issus de la région comme Mikel San José, Raúl García ou Carlos Gurpegui.
D'origine algérienne par son père, Yuri Berchiche a décliné à l'été 2016 une proposition de porter les couleurs de la sélection algérienne. Il l'explique au quotidien espagnol El Diario Vasco : « J'étais en vacances avec ma petite amie quand j'ai reçu un appel de l'adjoint de l'équipe nationale algérienne. [...] Je l'ai remercié pour l'intérêt mais j'ai dit non. »

## Statistiques détaillées
| Saison                | Club                   | Championnat           | Championnat | Championnat | Championnat | Coupe nationale | Coupe nationale | Coupe nationale | Coupe de la Ligue | Coupe de la Ligue | Coupe de la Ligue | Supercoupe | Supercoupe | Supercoupe | Compétition(s) continentale(s) | Compétition(s) continentale(s) | Compétition(s) continentale(s) | Compétition(s) continentale(s) | Total | Total | Total |
| Saison                | Club                   | Division              | M.          | B.          | P.d.        | M.              | B.              | P.d.            | M.                | B.                | P.d.              | M.         | B.         | P.d.       | Comp.                          | M.                             | B.                             | P.d.                           | M.    | B.    | P.d.  |
| 2008-2009             | Cheltenham Town (prêt) | League One            | 7           | 0           | 0           | -               | -               | -               | -                 | -                 | -                 | -          | -          | -          | -                              | -                              | -                              | -                              | 7     | 0     | 0     |
| 2009-2010             | Real Valladolid (prêt) | Liga                  | 1           | 0           | 0           | 2               | 0               | 0               | -                 | -                 | -                 | -          | -          | -          | -                              | -                              | -                              | -                              | 3     | 0     | 0     |
| 2010-2011             | Real Unión             | Segunda División B    | 16          | 1           | 0           | -               | -               | -               | -                 | -                 | -                 | -          | -          | -          | -                              | -                              | -                              | -                              | 16    | 1     | 0     |
| 2011-2012             | Real Unión             | Segunda División B    | 31          | 0           | 0           | -               | -               | -               | -                 | -                 | -                 | -          | -          | -          | -                              | -                              | -                              | -                              | 31    | 0     | 0     |
| Sous-total            | Sous-total             | Sous-total            | 47          | 1           | 0           | -               | -               | -               | -                 | -                 | -                 | -          | -          | -          | -                              | -                              | -                              | -                              | 47    | 1     | 0     |
| 2012-2013             | SD Eibar (prêt)        | Segunda División B    | 36          | 4           | 1           | 3               | 0               | 0               | -                 | -                 | -                 | -          | -          | -          | -                              | -                              | -                              | -                              | 39    | 4     | 1     |
| 2013-2014             | SD Eibar (prêt)        | Liga Adelante         | 37          | 3           | 5           | 1               | 0               | 0               | -                 | -                 | -                 | -          | -          | -          | -                              | -                              | -                              | -                              | 38    | 3     | 5     |
| Sous-total            | Sous-total             | Sous-total            | 73          | 7           | 6           | 4               | 0               | 0               | -                 | -                 | -                 | -          | -          | -          | -                              | -                              | -                              | -                              | 77    | 7     | 6     |
| 2014-2015             | Real Sociedad          | Liga                  | 21          | 0           | 1           | 4               | 0               | 0               | -                 | -                 | -                 | -          | -          | -          | C3                             | -                              | -                              | -                              | 25    | 0     | 1     |
| 2015-2016             | Real Sociedad          | Liga                  | 21          | 0           | 4           | 1               | 0               | 0               | -                 | -                 | -                 | -          | -          | -          | -                              | -                              | -                              | -                              | 22    | 0     | 4     |
| 2016-2017             | Real Sociedad          | Liga                  | 35          | 3           | 2           | 6               | 0               | 2               | -                 | -                 | -                 | -          | -          | -          | -                              | -                              | -                              | -                              | 41    | 3     | 4     |
| Sous-total            | Sous-total             | Sous-total            | 77          | 3           | 7           | 11              | 0               | 2               | -                 | -                 | -                 | -          | -          | -          | -                              | -                              | -                              | -                              | 88    | 3     | 9     |
| 2017-2018             | Paris Saint-Germain    | Ligue 1               | 22          | 2           | 3           | 5               | 0               | 2               | 3                 | 0                 | 0                 | -          | -          | -          | C1                             | 2                              | 0                              | 0                              | 32    | 2     | 5     |
| 2018-2019             | Athletic Bilbao        | Liga                  | 35          | 2           | 2           | 2               | 0               | 0               | -                 | -                 | -                 | -          | -          | -          | -                              | -                              | -                              | -                              | 37    | 2     | 2     |
| 2019-2020             | Athletic Bilbao        | Liga                  | 33          | 2           | 1           | 7               | 4               | 1               | -                 | -                 | -                 | -          | -          | -          | -                              | -                              | -                              | -                              | 40    | 6     | 2     |
| 2020-2021             | Athletic Bilbao        | Liga                  | 23          | 1           | 3           | 6               | 4               | 1               | -                 | -                 | -                 | -          | -          | -          | -                              | -                              | -                              | -                              | 29    | 5     | 4     |
| 2021-2022             | Athletic Bilbao        | Liga                  | 14          | 1           | 2           | 4               | 0               | 0               | -                 | -                 | -                 | 2          | 0          | 0          | -                              | -                              | -                              | -                              | 20    | 1     | 2     |
| 2022-2023             | Athletic Bilbao        | Liga                  | 28          | 0           | 1           | 7               | 0               | 0               | -                 | -                 | -                 | -          | -          | -          | -                              | -                              | -                              | -                              | 35    | 0     | 1     |
| 2023-2024             | Athletic Bilbao        | Liga                  | 27          | 3           | 2           | 6               | 0               | 0               | -                 | -                 | -                 | -          | -          | -          | -                              | -                              | -                              | -                              | 33    | 3     | 2     |
| 2024-2025             | Athletic Bilbao        | Liga                  | 30          | 0           | 2           | 2               | 0               | 0               | -                 | -                 | -                 | 1          | 0          | 0          | C3                             | 11                             | 1                              | 1                              | 44    | 1     | 3     |
| 2025-2026             | Athletic Bilbao        | Liga                  | 1           | 0           | 0           | 0               | 0               | 0               | -                 | -                 | -                 | 0          | 0          | 0          | C1                             | 0                              | 0                              | 0                              | 1     | 0     | 0     |
| Sous-total            | Sous-total             | Sous-total            | 191         | 10          | 13          | 34              | 4               | 1               | -                 | -                 | -                 | 3          | 0          | 0          | -                              | 11                             | 1                              | 1                              | 239   | 15    | 15    |
| Total sur la carrière | Total sur la carrière  | Total sur la carrière | 418         | 23          | 29          | 56              | 4               | 5               | 3                 | 0                 | 0                 | 3          | 0          | 0          | -                              | 13                             | 1                              | 1                              | 493   | 28    | 35    |

## Palmarès
|  |  | Athletic Bilbao - Coupe d'Espagne - Vainqueur : 2024 - Finaliste : 2020 et 2021 - Supercoupe d'Espagne - Vainqueur : 2021 - Finaliste : 2022 |  | SD Eibar - LaLiga2 - Champion : 2014 |  | Paris Saint-Germain - Ligue 1 - Champion : 2018 - Coupe de France - Vainqueur : 2018 - Coupe de la Ligue - Vainqueur : 2018 |